# 新日本紀行
『新日本紀行』（しんにほんきこう）は、1963年10月7日から1982年3月10日までNHK総合テレビジョンで放送された紀行番組である。当初はモノクロ放送だったが、1967年3月20日及び同年4月3日以降はカラー放送となった。18年半続いた番組で、制作本数は計794本にのぼる。
本項目では、2005年に放送された『新日本紀行ふたたび』（しんにほんきこうふたたび）、2018年から放送されている4Kリマスター版についても記載する。

## 概要
日本で初めての本格的な紀行番組で、取材班が日本各地の原風景を訪ね、それにナレーションやインタビューを加えるという体裁を取り入れた。
1969年4月7日放送分よりテーマ音楽を変更し、内容もそれまでの風土記から人間の記録を中心とした紀行ドキュメントに狙いを変えている。テーマ音楽はいずれも冨田勲の作曲で『TOMITA ON NHK』というCDに収録されている。有名な後期のテーマ音楽のタイトル「祭りの笛」は冨田勲本人の命名ではなく、後にレコードやCDで販売するために便宜的に付けられたものである。
1970年代末までは放送用VTRが2インチVTRで、録画テープが当時の金額で1本およそ100万円と高価だったため、当時のNHKでは放送後のテープを新しい番組に上書きして使用していた。本格的に番組映像を保存するようになるのは1インチVTRを導入した1981年度頃からで、こうした事情からそれ以前のNHK作品は、その多くが現存していない。しかし、本番組については番組開始から一貫してフィルム（16 mmフィルム）で撮影されているため、全794回が神奈川のフィルム所蔵会社「ヨコシネ ディー アイ エー」に現存している。
NHKのラジオ放送開始70周年を迎えた1995年から1996年にかけて、（1970年9月21日に放送された「三重連の峠〜秋田・青森県境 矢立峠〜」の回など、過去の再放送などを通して特に人気のあった作品60本を傑作選としてNHKソフトウェア（現：NHKエンタープライズ）、日本ビクター(現:JVCケンウッド)販売で第1期・第2期に分けて各30巻ずつ、全60巻のビデオソフトとして発売された。ビデオソフト化された60本のリリースに際しては、テーマ音楽を含めた音楽とナレーションは放送当時のものを基にしてステレオ方式で新たに収録し直され、テロップも新しくなっているが、テーマ音楽については、1969年4月以前に放送された作品も、『祭りの笛』をステレオで新たに収録し直されたものに変更されている。
2000年に始まったかつてのNHKの傑作番組を再放送する『NHKアーカイブス』の中でも同番組が度々放送される。特にリクエスト放送が始まった2002年以降は放送頻度も増えて、これが後述の『新日本紀行ふたたび』の誕生のきっかけとなる。
2007年にはNHKアーカイブスのサイトに「新日本紀行全記録」のリンクができ、第1回から最終回まですべての放送日とタイトルなどが検索できるようになった。
2018年初頭になると、これまで放送用に使われた16ミリフィルムを高精細の4K画質に変換し、映像加工やHDR技術を取り入れることで本来の放送形態にまで修復された。画面比も4K画質に合わせて16:9にトリミングされ、2018年3月にスーパーハイビジョン試験放送にて放送された『4Kでよみがえるあの番組』内で4Kリマスター版が放送された。
当初はモノクロ映像だったが、1967年春に入ると番組がカラー放送となる。先ず3月20日の「南房総」の回が最初にカラーとなり、その後同年4月3日の「五島列島」の回から全面カラー化された。2018年4月にNHK放送技術研究所が開発したAIカラー化システムが導入されたことにより、全793本の総天然色カラー化が検討されている。
地上波では2000年1月6日から3月16日まで毎週木曜日に総合テレビで『よみがえる新日本紀行』と題して、過去に放送された同番組のリマスター版が放送されており、2018年12月9日放送の『あの日 あのとき あの番組』では1969年に制作された「盆地の太鼓〜埼玉県秩父市〜」、2024年6月7日放送の『時をかけるテレビ 今こそ見たい!この1本』では1971年に制作された「波濤の太鼓～奥能登・外浦～」の4Kリマスター版（いずれも2Kダウンコンバート版）が取り上げられている。

## 放送時間の遍歴

### 初回放送
- 1963年10月7日 - 1964年3月30日：毎週月曜日 21:00 - 21:30
- 1964年4月6日 - 1977年3月28日：毎週月曜日 19:30 - 20:00
- 1977年4月4日 - 1978年3月27日：毎週月曜日 20:20 - 20:50
- 1978年4月5日 - 1982年3月10日：毎週水曜日 22:00 - 22:30

### 再放送
- 1963年10月10日 - 1964年4月2日：毎週木曜日 11:00 - 11:30
- 1964年4月8日 - 1966年3月30日：毎週水曜日 11:00 - 11:30
- 1966年4月6日 - 1967年3月29日：毎週水曜日 11:20 - 11:50
- 1967年4月4日 - 1969年4月1日：毎週火曜日 23:10 - 23:40
- 1969年4月8日 - 1971年3月30日、1975年4月22日 - 1976年3月30日：毎週火曜日 23:20 - 23:50
- 1971年4月6日 - 1975年4月1日：毎週火曜日 23:15 - 23:45
- 1976年4月10日 - 1978年4月1日：毎週土曜日 11:20 - 11:50
- 1978年4月9日 - 1982年3月14日：毎週日曜日 7:30 - 8:00

## 本放送時の主なナレーター
- 井川良久
- 草柳隆三
- 吉本忠郎
- 森本毅郎（現・フリーアナウンサー）
- 福本義典
- 秋山隆
- 石橋純一
- 平光淳之助
- 富本修志
- 酒井広

その他にも、各地方放送局のアナウンサーがナレーターを担当したこともある（1979年から1981年頃の放送でよく見られる）。

## 新日本紀行ふたたび
2005年4月9日からは、放送80周年記念のタイミングに合わせて日本時間の毎週土曜日11:25から11:54に『新日本紀行ふたたび〜NHKアーカイブス〜』が放送された。同番組では『新日本紀行』で訪れた日本各地をもう一度訪れて、当時との歴史比較を展開していく。当番組の前に放送されている『NHKアーカイブス』の兄弟番組という位置づけになっており、『新日本紀行ふたたび』放送開始後は『NHKアーカイブス』本編での『新日本紀行』の放送はなくなっている。NHKエンタープライズが共同制作し、千代田ラフトが制作協力しているがこの両者のテロップはエンディングで出る時と出ない時がある。
- 『新日本紀行』と同じく当番組のテーマも「祭りの笛」であるが、冨田勲の提案により薩摩琵琶奏者・坂田美子のボーカル入りとなっている。番組開始当初はオープニングとエンディングで坂田のボーカル入りの「祭りの笛」が流れていたが、2006年2月26日放送分からエンディングでボーカルなしのバージョンが流れている。
- 放送開始当初は番組中で『新日本紀行』のVTR（フィルム映像）が流れる時には冒頭のBGMでオリジナルの「祭りの笛」がフルコーラス流れていた[注 1]が、これも2006年5月6日以降の放送では回によって流れなかったり途中でフェードアウトするようになった[独自研究?]。
- 当番組のベースとなる『新日本紀行』は1969年4月のマイナーチェンジを挟んで18年半放送されたが、『新日本紀行ふたたび』でマイナーチェンジ前に訪れた土地は2007年1月20日放送の「浅草｣（『新日本紀行』では1968年12月23日放送）と2008年1月12日放送の「故郷へのみち〜石川県奥能登深見〜」（『新日本紀行』では｢奥能登」のタイトルで1964年6月29日放送、また1973年10月8日放送の「みち」でも訪れている）のみである[要出典]。
- 2008年10月末時点で最も多く取り上げられたのは北海道で10回、次いで東京都が8回、京都府が6回である（2008年1月2日放送の新春スペシャルの分も含む）。一方、愛知県は『新日本紀行』では名古屋市、瀬戸市、犬山市、南知多町などが取り上げられているが『～ふたたび』ではまだ1度も取り上げられていない[独自研究?]。
- 2012年度はレギュラーでの編成を終了し、不定期の特番扱いで放送予定。
- 2012年5月にNHK京都放送局が開局80周年記念として『京都スペシャル・新日本紀行ふたたび』を放送した。
- 2018年12月の4Kリマスター版開始に伴い終了。

### 放送時間の遍歴

#### 初回放送
いずれも総合テレビで放送。
- 2005年4月9日 - 2006年1月7日：毎週土曜日 22:20 - 23:00
- 2006年1月29日 - 2006年3月5日：毎週日曜日 17:20 - 18:00（スポーツ中継などにより放送休止や時間変更あり）
- 2006年4月15日 - 2007年9月29日：毎週土曜日 11:00 - 11:40
- 2007年10月13日 - 2008年3月15日：毎週土曜日 11:00 - 11:35（放送時間が35分間に短縮）
- 2008年4月5日 - 2010年3月20日：毎週土曜日 11:25 - 11:54（放送時間がさらに短縮され29分間に変更。10月4日以降は11:53までとなり28分間に変更）
- 2010年4月24日 - 2012年3月17日：月1回程度土曜日 11:30 - 11:54[7]

#### 再放送
総合テレビ
- 2006年4月16日 - 2007年9月30日：毎週日曜日 4:20 - 5:00
- 2007年10月14日 - 2008年3月22日：毎週日曜日 4:20 - 4:55
- 2008年4月6日 - 2010年3月28日：毎週日曜日 4:15 - 4:44

BS2
- 2010年4月 - 2011年3月：月1回程度水曜日 11:25 - 11:54

### 主なナビゲーター
- 石澤典夫
- 徳田章
- 杉浦圭子
- 兼清麻美
- 末田正雄
- 渡邊あゆみ
- 宮本愛子
- 大沼ひろみ
- 石井かおる
- 山口勝
- 小野卓司

その他のアナウンサーがナビゲーターを担当したこともある。また、『新日本紀行』のVTR（フィルム映像）が流れる時に現役のアナウンサーが吹き替えでナレーションを担当することもある。

## 4Kリマスター版
2018年12月1日、先述した高精細の4Kリマスター版が制作、NHK BS4Kの『4Kでよみがえるあの番組』内で放送を開始した。本編後には『新日本紀行ふたたび』と同様に舞台となった日本各地をもう一度訪れて、当時との歴史を比較していくミニコーナーが設けられている。2020年度からはNHK BSプレミアムで2Kにダウンコンバートしての放送を開始、2021年度に番組名を『よみがえる新日本紀行』に変更している。
地上波では2021年度に総合テレビで放送されたほか、同チャンネルで放送された『よみがえる新日本紀行』はNHKプラスでの見逃し配信を実施していた（いずれも2Kダウンコンバート版）。

### 放送時間

#### 4Kでよみがえるあの番組 新日本紀行
特記がない限り、以下の放送時間は『4Kでよみがえるあの番組』のもので、『新日本紀行』は毎週の放送ではない。
2018年12月 - 2019年3月
- 本放送：土曜日 8:00 - 8:43[9]
- 再放送：日曜日 23:00 - 23:43[9]

2019年度
- 本放送：土曜日 8:00 - 8:43
- 再放送：日曜日 23:00 - 23:43、金曜日 12:00 - 12:43

2020年度上期（2020年4月 - 9月）
- 本放送：木曜日 20:00 - 20:45、毎週日曜日 6:45 - 7:30（BSプレミアム、『新日本紀行（4K版）』として放送）
- 再放送：土曜日 7:45 - 8:30、水曜日 16:00 - 16:45

2020年度下期（2020年10月 - 2021年3月）
2020年度下期には再放送が廃止され、『新日本紀行』のリマスター版として単独放送された。
- 本放送：毎週金曜日 16:30 - 17:15（BS4K、『4Kでよみがえるあの番組 新日本紀行』として放送）、毎週日曜日 6:45 - 7:30（BSプレミアム、『新日本紀行（4K版）』として放送）

#### よみがえる新日本紀行
2021年4月4日 - 2022年4月3日
- 本放送：毎週日曜日 6:07 - 6:45（BS4K・BSプレミアム）[15]
- 再放送：毎週火曜日 14:05 - 14:42（BS4K・総合）
  - 総合テレビの放送は、祝日、年末年始、国会中継時、高校野球などのスポーツ中継時は休止。
  - 大相撲中継期間中はBS4Kでの放送が休止、総合テレビのみでの放送となることがある。

2022年4月8日 - 2023年4月7日
- 本放送：毎週土曜日 5:27 - 6:05（BSプレミアム）、毎週金曜日 12:00 - 12:43（BS4K）

2023年4月8日 - 2023年11月25日
- 本放送：毎週土曜日 5:27 - 6:05（BSプレミアム・BS4K）
- 再放送：毎週金曜日 12:00 - 12:38（BSプレミアム・BS4K）

2023年12月1日 -
- 本放送：毎週水曜日 11:00 - 11:45（BS）、毎週土曜日 5:27 - 6:05（BSプレミアム4K）
- 再放送：毎週金曜日 12:00 - 12:45（BSプレミアム4K）

### ナレーター
- 森田美由紀[8]
- 加賀美幸子（2022年7月16日放送分、「出雲面影水路〜宍道湖から中海へ〜」では本編も加賀美がナレーションを担当。）
- 正司照江 (2023年11月18日放送分、「最初のニュータウン～大阪・千里～」では本編も照江がナレーションを担当。)